# Новопашин Віталій Миколайович
Віталій Миколайович Новопашин (рос. Виталий Николаевич Новопашин; 28 вересня 1978, м. Усть-Каменогорськ, СРСР) — казахський хокеїст, захисник. 
Вихованець хокейної школи «Торпедо» (Усть-Каменогорськ). Виступав за «Торпедо» (Усть-Каменогорськ), «Торпедо» (Нижній Новгород), «Салават Юлаєв» (Уфа), «Металург» (Новокузнецьк), «Барис» (Астана), «Атлант» (Митищі). 
У чемпіонатах КХЛ — 359 матчів (18+64), у плей-оф — 17 матчів (1+2).
У складі національної збірної Казахстану учасник чемпіонатів світу 1999 (група B), 2000 (група B), 2001 (дивізіон I), 2002 (дивізіон I), 2005, 2011 (дивізіон I), 2012 і 2013 (дивізіон ІА). У складі молодіжної збірної Казахстану учасник чемпіонату світу 1997 (група B). 
Досягнення
- Переможець зимових Азійських ігор (2011).